# Замри — умри — воскресни!
«Замри — умри — воскресни!» — советский художественный полнометражный чёрно-белый драматический фильм, поставленный на Киностудии «Ленфильм» в 1989 году режиссёром Виталием Каневским. Премьера фильма в СССР состоялась в августе 1990 года.
Фильм повествует о жителях небольшого шахтёрского городка в первые послевоенные годы. Продолжением этого фильма является «Самостоятельная жизнь», снятая тем же режиссёром и автором сценария с теми же актёрами в главных ролях.

## Сюжет
События киноповести происходят в 1947 году в небольшом забытом Богом шахтёрском городке Сучане, напоминающем арестантскую зону. Подростки Валерка и Галия живут в одном бараке: они одновременно и дружат, и ссорятся, и соперничают друг с другом. Увидев, что в мороз Галия продаёт на местной толкучке «чай» (горячий кипяток) в кружках, Валерка начинает делать так же, при этом кричит, что у него вода взята из родника, а у девочки из ржавой колонки. На заработанные деньги Валерка покупает коньки, которые в первый же день с него срезают другие ребята. Галия помогает ему найти вора и забрать коньки обратно. В школе у Валерки неприятности: он смеха ради бросил в школьный сортир дрожжи, из-за чего содержимое сортира выплыло на улицу. директор школы ищет виновника, а когда находит, Валеркиной маме приходится извиняться перед ним и уговаривать не выгонять сына из школы.
Когда машинист небольшого локомотива, перевозящего платформы с углём, избивает Валерку, который решил прокатиться на платформе, мальчик задумывает ещё одну авантюру. Он поворачивает железнодорожную стрелку, и локомотив сходит с рельс, заваливаясь на бок. В городке ищут виновника, и Валерка, открывшись только Галие, говорит, что больше не вернётся в свой барак. Он на ходу садится на поезд и едет во Владивосток, где ночует у родственников. Утром за ним приходит милиционер, но Валерке удаётся убежать. Он связывается со взрослой воровской компанией. Воры с помощью Валерки грабят ювелирный магазин, убивая охранника. Однако им кажется, что мальчик «стучит» на них, и они решают убить его. В этот момент Валерку находит Галия, гостившая в городе. Она говорит Валерке, что милиция приходила, потому что его мать обратилась в розыск, а в аварии на железной дороге его уже никто не обвиняет. Валерке и Галие с трудом удаётся убежать от воров, которые гонятся за ними с ножом. Они проезжают часть пути до Сучана на попутном поезде, а потом идут пешком. В это время с проезжающего мимо грузового поезда детей замечает преследующая их банда. Идя по насыпи Валерка читает Галие стихи и поёт песни, в том числе о любви. Когда камера отходит от детей, Валерка кричит (по всей видимости, на них нападают настигшие их воры).
Фильм заканчивается сценой у барака, куда отец Галии в сопровождении соседей привозит по тележке тело дочери. Про Валерку говорят, что мать повезла его в больницу.

## В ролях
- Павел Назаров — Валерка Васильев
- Динара Друкарова — Галия Хабибуллина
- Елена Попова — мать Валерки
- Вадим Ермолаев — директор школы
- Валентина Кособуцкая — завуч
- Николай Михеев — школьный завхоз
- Валерий Ивченко — Абрам, бывший заключённый

## Съёмочная группа
- Автор сценария и режиссёр-постановщик — Виталий Каневский
- Оператор-постановщик — Владимир Брыляков
- Художник-постановщик — Юрий Пашигорев
- Композитор — Сергей Баневич
- Звукооператор — Оксана Стругина
- Редактор — Алексей Пуртов
- Оператор — Н. Лазуткин
- Монтаж — Галины Корниловой
- Грим Г. Вдовиченко
- Художники по костюмам — Т. Кочергина, Татьяна Милеант
- Ассистенты:
  - режиссёра — В. Красильникова, М. Минко
  - оператора — П. Долгоруков
  - по монтажу — Т. Быстрова
- Художник-декоратор — Ю. Ротин
- Художник-фотограф — Юрий Зайцев
- Административная группа — В. Инихов, Т. Логинова, И. Гаевская, А. Пилипко
- Директор картины — Валентина Тарасова
- Фильм снят на плёнке Шосткинского п/о «Свема»

## Награды
- Приз «Золотая камера» Каннского кинофестиваля за лучший дебют (1990)
- Главный приз Гентского международного кинофестиваля (1990)
- Приз «Феликс» за лучший сценарий (1990)
- Фестиваль «Сталкер» (1995)

## Отзывы
- Елена Стишова (Искусство кино, № 11, 1990):

Как-никак, перед нами повесть о первой любви.

- Эдуард Володарский (Сеанс, № 2, 1991):

Основа фильма — любовь мальчика и девочки на фоне той жизни, в которой ничего не изменилось с тех пор.
В первом варианте картина называлась «Ангел-хранитель». Ангелом была девочка, и потому я не согласен с её смертью в финале.

- Дмитрий Савельев (Сеанс, № 8, 1993):

Любовь — нелюбовь, дружба — не дружба. Отвяжись, татарва чертова, чего пристала. Ссоры, обиды, побег и гибель ангела-хранителя. Сколь нелепая, столь и предчувствуемая. Замри — умри — воскресни с ударением на втором слове. В самостоятельную жизнь Валерка отправился один. В самостоятельной жизни без ангеля-хранителя тяжко.